# Okruchy życia (album)
Okruchy życia – album Martyny Jakubowicz i zespołu Żona Lota. Utwory z płyty są autorstwa Martyny Jakubowicz (muzyka) oraz Andrzeja Jakubowicza (teksty).

## Muzycy
- Martyna Jakubowicz – śpiew
- zespół Żona Lota
  - Łukasz Matuszyk – akordeon, instrumenty klawiszowe
  - Paweł „MuZzy” Mikosz – gitara basowa, kontrabas
  - Przemek Pacan – perkusja, instrumenty perkusyjne
  - Darek Bafeltowski – gitary, mandolina, banjo

gościnnie:
- Thomas Sanchez – pomagajki
- Marcin Pospieszalski – skrzypce, cymbały rzeszowskie
- Jan Gałach – skrzypce elektryczne
- Dawid Kostrzewa – waltornia
- Kwartet smyczkowy Kwadrat 
  - Grzegorz Lalek – pierwsze skrzypce
  - Marta Orzęcka – drugie skrzypce
  - Sergiusz Pinkwart – altówka
  - Patryk Rogoziński – wiolonczela

## Lista utworów
1. Li Bai
2. Niech płonie
3. Ten wieczór spędzę w domu
4. Śpiewam, lecz brak mi słów
5. Mam dary boże
6. Pan Kasa
7. Nie tylko ja jedna
8. Anty-kolęda
9. Co znaczy osobno
10. Awram, ojciec twój
11. Lorca jest snem
12. Handel słowami

## Pozycje na listach
| Lista | Kraj   | Pozycja |
| ----- | ------ | ------- |
| OLiS  | Polska | 48      |